# ژو یانگ (اسکیت‌باز سرعت)
ژو یانگ (چینی: 周洋؛ زادهٔ ۹ ژوئن ۱۹۹۱) اسکیت‌باز سرعت اهل چین است.
وی در مسابقات کشوری و بین‌المللی در مجموع برندهٔ ۹ مدال طلا، ۵ مدال نقره، ۵ مدال برنز شده‌است.